# Leichtathletik-Weltmeisterschaften 2022/Weitsprung der Männer

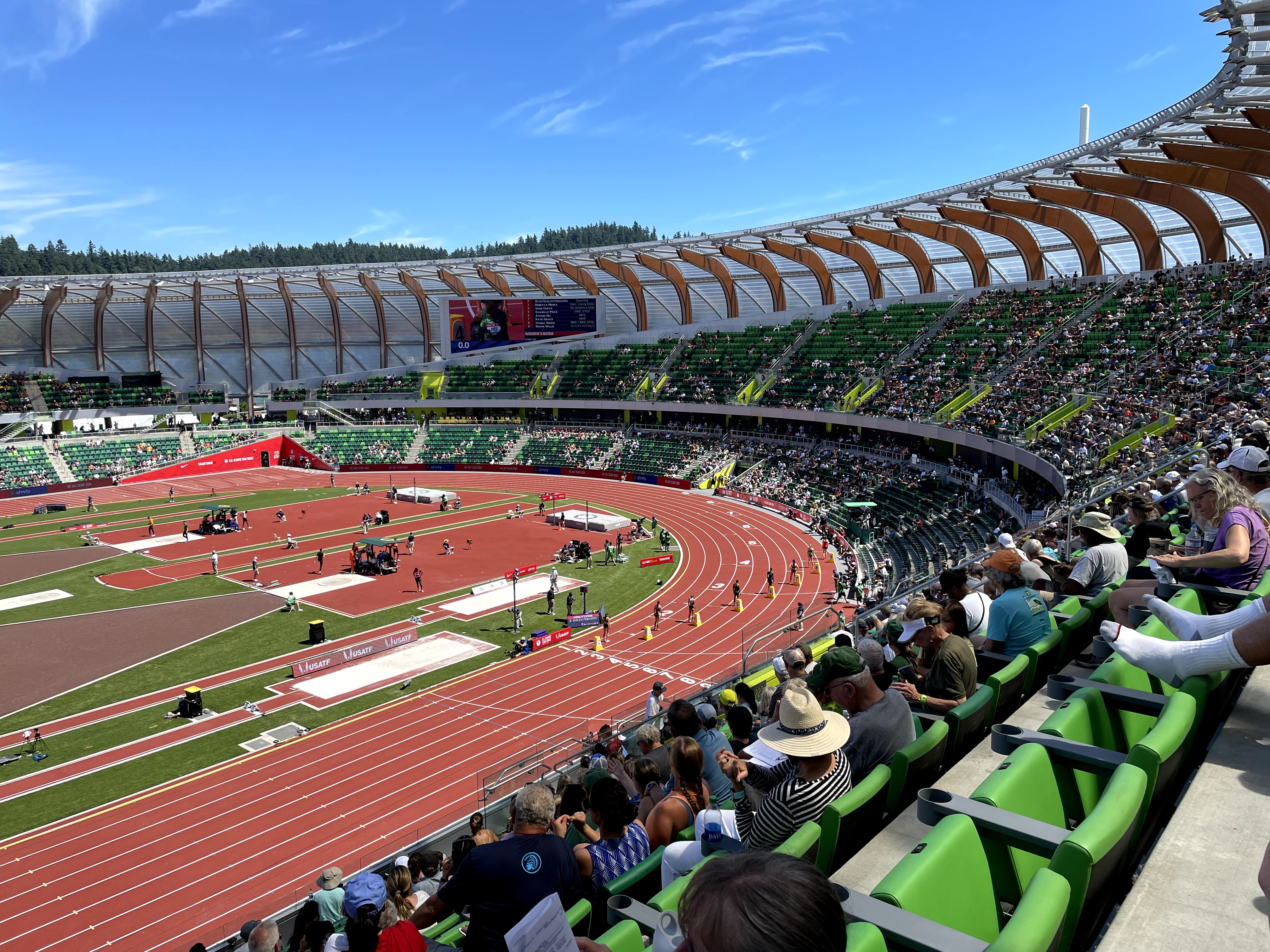
Das Stadion New Hayward Field im Jahr 2021

Der Weitsprung der Männer bei den Leichtathletik-Weltmeisterschaften 2022 wurde am 15. und 16. Juli 2022 im Hayward Field der Stadt Eugene in den Vereinigten Staaten ausgetragen.
Weltmeister wurde der Chinese Wang Jianan. Er gewann vor dem Griechen Miltiadis Tendoglou. Bronze ging an den Schweizer Simon Ehammer.

## Bestehende Rekorde
| Weltrekord               | Mike Powell | 8,95 m | WM Tokio, Japan | 30. August 1991 |
| Weltmeisterschaftsrekord | Mike Powell | 8,95 m | WM Tokio, Japan | 30. August 1991 |

Der bestehende WM-Rekord, gleichzeitig Weltrekord, wurde auch bei diesen Weltmeisterschaften nicht erreicht.
Die größte Weite erzielte der chinesische Weltmeister Wang Jianan im Finale mit 8,38 m. Damit blieb er 57 Zentimeter unter dem Rekord.

## Windbedingungen
In den folgenden Ergebnisübersichten sind die Windbedingungen zu den einzelnen Sprüngen benannt. Der erlaubte Grenzwert liegt bei zwei Metern pro Sekunde. Bei stärkerer Windunterstützung wird die Weite für den Wettkampf gewertet, findet jedoch keinen Eingang in Rekord- und Bestenlisten.

## Legende
Kurze Übersicht zur Bedeutung der Symbolik – so üblicherweise auch in sonstigen Veröffentlichungen verwendet:
| – | verzichtet |
| x | ungültig   |

## Qualifikation
15. Juli 2022, 18:00 Uhr Ortszeit (16. Juli 2022, 3:00 Uhr MESZ)
32 Teilnehmer traten in zwei Gruppen zur Qualifikationsrunde an. Zwei von ihnen (hellblau unterlegt) übertrafen die Qualifikationsweite für den direkten Finaleinzug von 8,15 m. Damit war die Mindestzahl von zwölf Finalteilnehmern nicht erfüllt. Das Finalfeld wurde mit den zehn nächstplatzierten Springern (hellgrün unterlegt) auf zwölf Athleten aufgefüllt. So reichten für die Finalteilnahme schließlich 7,93 m.

### Gruppe A

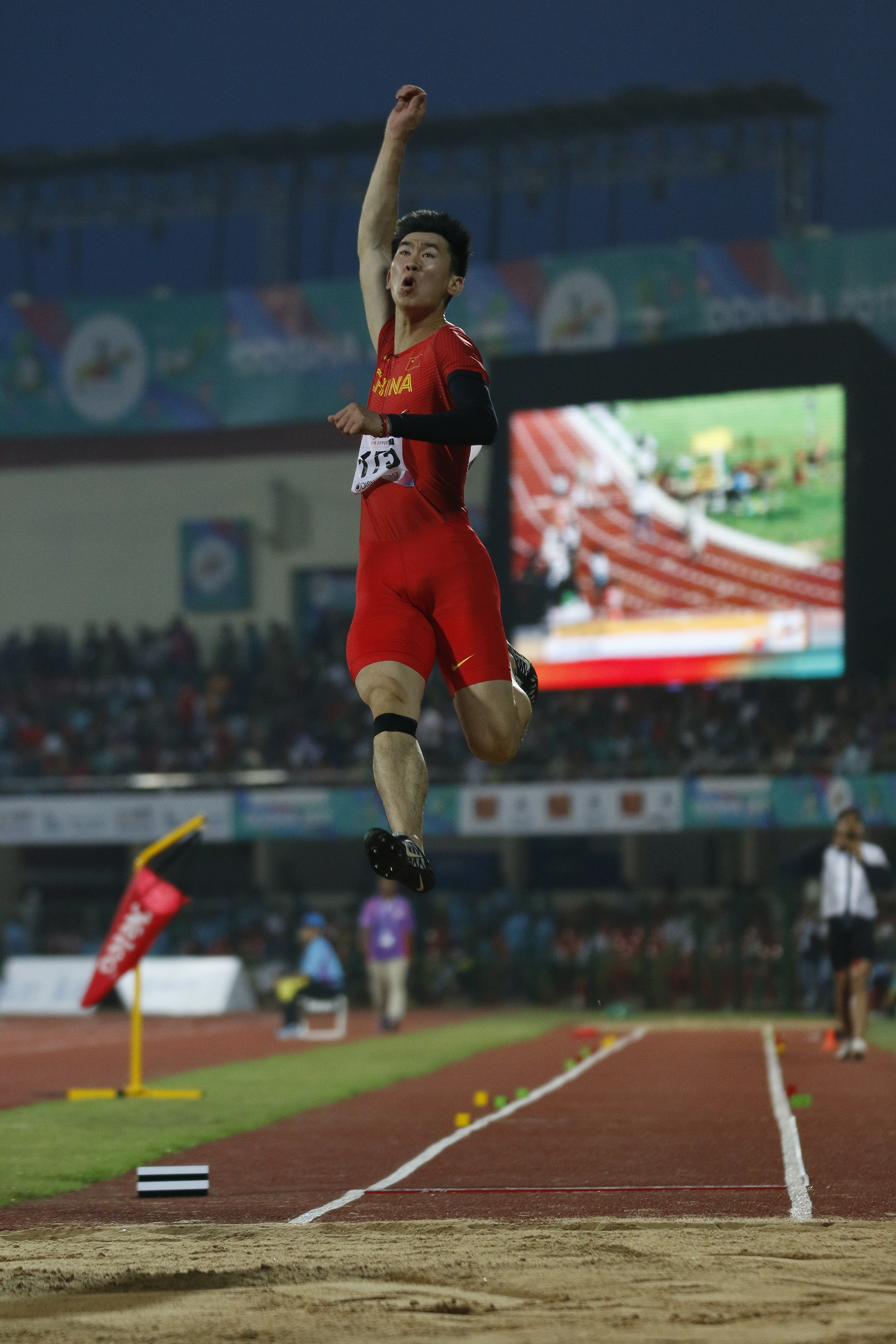
Huang Changzhou – ausgeschieden mit 7,75 m
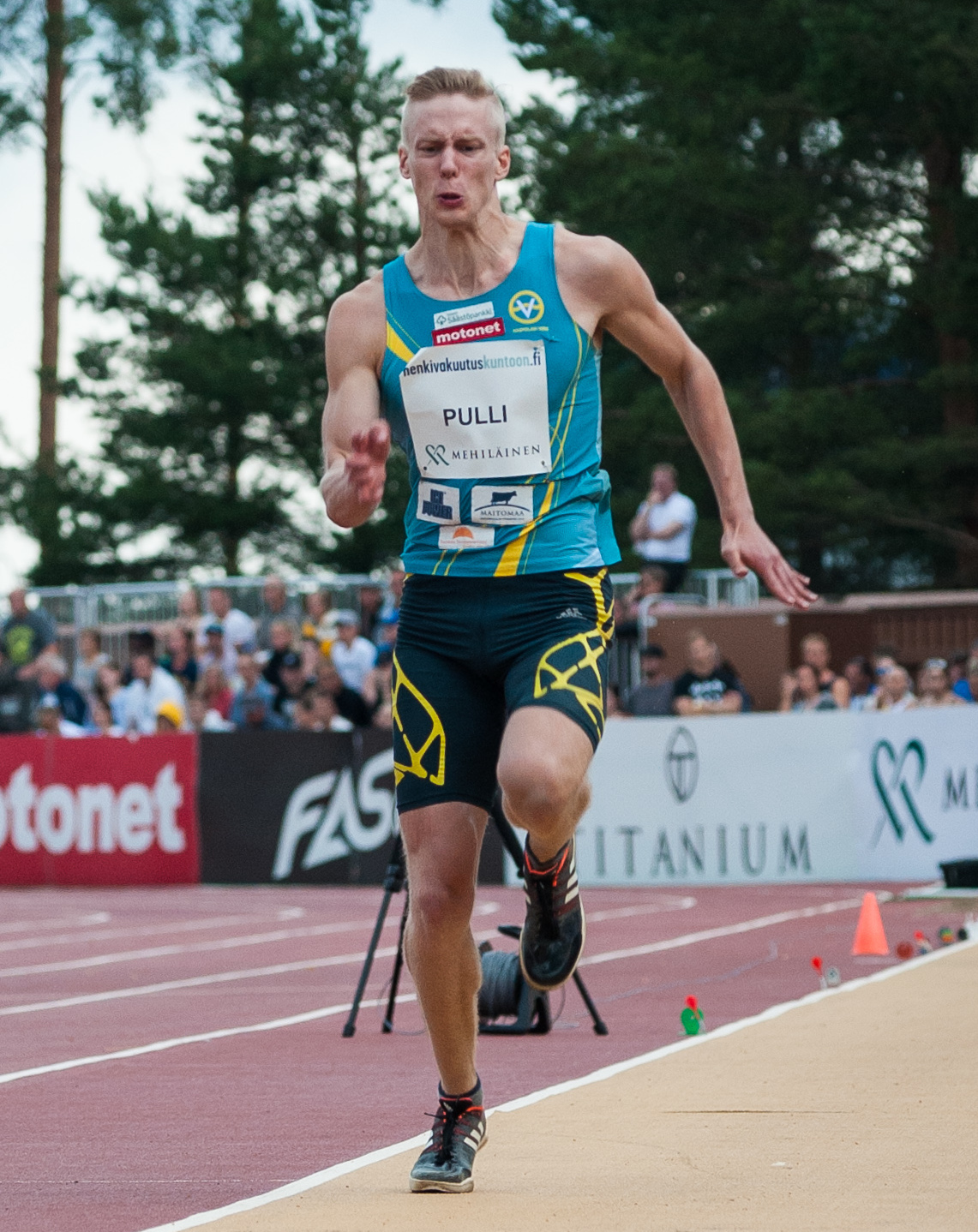
Kristian Pulli – ausgeschieden mit 7,56 m

| Platz | Name                  | Nation              | Resultat (m) | 1. Versuch (m) Wind (m/s) | 2. Versuch (m) Wind (m/s) | 3. Versuch (m) Wind (m/s) |
| 1     | Yūki Hashioka         | Japan               | 8,18         | x                         | 8,18 / +0,4               | –                         |
| 2     | Marquis Dendy         | USA                 | 8,16         | 7,80 / −0,2               | 8,02 / ±0,0               | 8,16 / +0,2               |
| 3     | Thobias Montler       | Schweden            | 8,10         | x                         | 7,83 / +0,6               | 8,10 / −0,7               |
| 4     | Simon Ehammer         | Schweiz             | 8,09         | x                         | 7,90 / ±0,0               | 8,09 / −0,6               |
| 5     | Eusebio Cáceres       | Spanien             | 8,03         | x                         | x                         | 8,03 / +0,1               |
| 6     | Henry Frayne          | Australien          | 7,99         | x                         | 7,99 / ±0,0               | –                         |
| 7     | Wayne Pinnock         | Jamaika             | 7,98         | 7,74 / +0,5               | 7,98 / +0,7               | x                         |
| 8     | Ruswahl Samaai        | Südafrika           | 7,86         | 6,34 / −0,2               | 7,86 / −0,2               | x                         |
| 9     | Jeswin Aldrin         | Indien              | 7,79         | x                         | x                         | 7,79 / +0,3               |
| 10    | Huang Changzhou       | Volksrepublik China | 7,75         | 7,59 / ±0,0               | 7,75 / +0,3               | 7,68 / +0,6               |
| 11    | Muhammed Anees Yahiya | Indien              | 7,73         | 7,19 / +0,3               | 7,73 / +0,7               | 7,58 / +0,4               |
| 12    | José Luis Mandros     | Peru                | 7,71         | x                         | 7,71 / ±0,0               | x                         |
| 13    | Kristian Pulli        | Finnland            | 7,56         | 7,55 / −0,4               | 7,56 / +0,5               | 7,31 / −0,2               |
| 14    | Samory Fraga          | Brasilien           | 7,51         | x                         | 7,51 / +0,6               | 6,77 / ±0,0               |
| 15    | Salim al-Yarabi       | Oman                | 7,43         | x                         | 7,43 / +0,2               | 7,29 / +0,4               |
| NM    | Cheswill Johnson      | Südafrika           | ogV          | x                         | x                         | x                         |

### Gruppe B

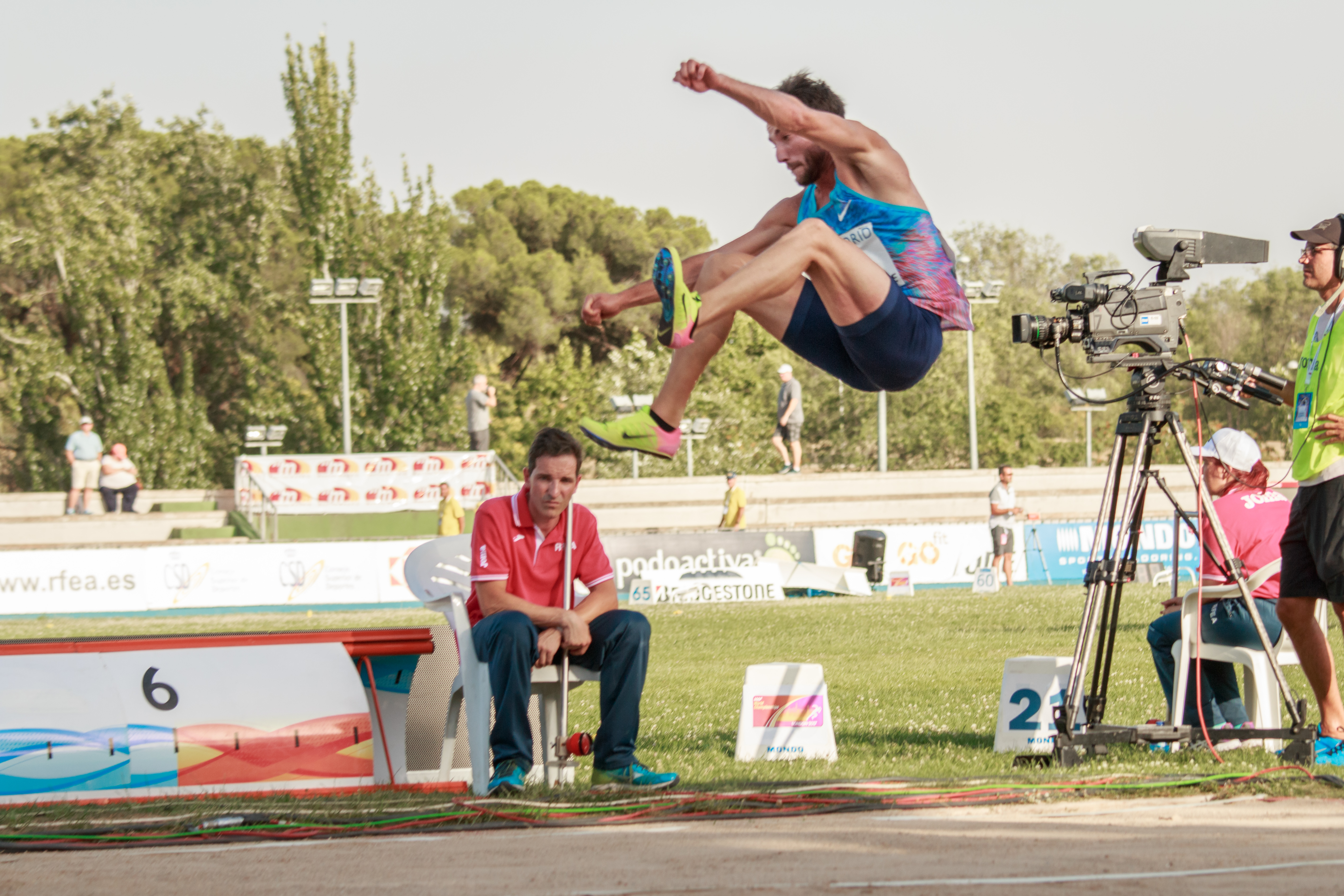
Emiliano Lasa – ausgeschieden mit 7,89 m

| Platz | Name                | Nation              | Resultat (m) | 1. Versuch (m) Wind (m/s) | 2. Versuch (m) Wind (m/s) | 3. Versuch (m) Wind (m/s) |
| 1     | Miltiadis Tendoglou | Griechenland        | 8,03         | 8,03 / +0,9               | x                         | x                         |
| 2     | Murali Sreeshankar  | Indien              | 8,00         | 7,86 / ±0,0               | 8,00 / +0,6               | x                         |
| 3     | Wang Jianan         | Volksrepublik China | 7,98         | 7,98 / +1,5               | x                         | 7,69 / +0,4               |
| 4     | Steffin McCarter    | USA                 | 7,94         | 7,94 / +1,4               | x                         | 7,93 / +0,4               |
| 5     | Maykel Massó        | Kuba                | 7,93         | x                         | 7,93 / +0,8               | 7,60 / −0,8               |
| 6     | Emiliano Lasa       | Uruguay             | 7,89         | 7,89 / +1,4               | 7,82 / +0,8               | x                         |
| 7     | Radek Juška         | Tschechien          | 7,87         | x                         | x                         | 7,87 / +0,9               |
| 8     | Chris Mitrevski     | Australien          | 7,83         | 7,79 / ±0,0               | 7,57 / +1,4               | 7,83 / +1,4               |
| 9     | William Williams    | USA                 | 7,83         | 7,83 / +0,7               | 7,53 / +0,4               | 7,74 / +1,3               |
| 10    | LaQuan Nairn        | Bahamas             | 7,80         | 7,80 / +0,2               | x                         | 7,50 / +0,4               |
| 11    | Jovan van Vuuren    | Südafrika           | 7,80         | 7,80 / −0,1               | x                         | 7,50 / +0,4               |
| 12    | Natsuki Yamakawa    | Japan               | 7,75         | 7,50 / +1,8               | 7,72 / +0,9               | 7,75 / +0,5               |
| 13    | Tristan James       | Dominica            | 7,72         | x                         | 7,72 / +0,8               | 7,59 / +0,8               |
| 14    | Benjamin Gföhler    | Schweiz             | 7,41         | 7,41 / +0,8               | 7,39 / +1,1               | 7,40 / −0,1               |
| NM    | Héctor Santos       | Spanien             | ogV          | x                         | x                         | x                         |
| NM    | Tajay Gayle         | Jamaika             | ogV          | x                         | x                         | x                         |

## Finale
16. Juli 2022, 18:20 Uhr Ortszeit (17. Juli 2022, 3:20 Uhr MESZ)
| Platz | Name                | Nation              | Resultat (m) | 1. Versuch (m) Wind (m/s) | 2. Versuch (m) Wind (m/s) | 3. Versuch (m) Wind (m/s) | 4. Versuch (m) Wind (m/s)                | 5. Versuch (m) Wind (m/s)                | 6. Versuch (m) Wind (m/s)                |
| 1     | Wang Jianan         | Volksrepublik China | 8,36         | 7,94 / +0,8               | x                         | 8,03 / +0,6               | x                                        | 8,03 / +0,1                              | 8,36 / +0,5                              |
| 2     | Miltiadis Tendoglou | Griechenland        | 8,32         | x                         | 8,30 / +1,4               | 8,29 / +0,1               | 8,24 / +0,7                              | 8,32 / +0,5                              | 8,20 / +0,5                              |
| 3     | Simon Ehammer       | Schweiz             | 8,16         | 6,42 / +0,5               | 8,16 / +0,5               | 7,78 / +1,8               | x                                        | x                                        | 7,94 / +2,3                              |
| 4     | Maykel Massó        | Kuba                | 8,15         | x                         | 8,15 / +0,5               | x                         | 7,79 / +0,5                              | 8,02 / +0,8                              | 7,88 / +1,9                              |
| 5     | Steffin McCarter    | USA                 | 8,04         | 7,87 / +0,5               | 8,04 / +0,3               | x                         | 7,88 / +1,1                              | 7,87 / ±0,0                              | x                                        |
| 6     | Marquis Dendy       | USA                 | 8,02         | x                         | 8,02 / ±0,0               | 7,98 / +0,1               | x                                        | x                                        | x                                        |
| 7     | Murali Sreeshankar  | Indien              | 7,96         | 7,96 / +0,4               | x                         | x                         | 7,89 / +2,0                              | x                                        | 7,83 / +1,8                              |
| 8     | Eusebio Cáceres     | Spanien             | 7,93         | x                         | 7,91 / +0,3               | 7,93 / +0,3               | x                                        | x                                        | x                                        |
| 9     | Wayne Pinnock       | Jamaika             | 7,88         | 7,33 / −0,1               | 7,88 / +0,5               | 7,84 / +0,2               | nicht im Finale der besten acht Springer | nicht im Finale der besten acht Springer | nicht im Finale der besten acht Springer |
| 10    | Yūki Hashioka       | Japan               | 7,86         | x                         | x                         | 7,86 / +0,4               | nicht im Finale der besten acht Springer | nicht im Finale der besten acht Springer | nicht im Finale der besten acht Springer |
| 11    | Thobias Montler     | Schweden            | 7,81         | 6,12 / +0,2               | 7,74 / +0,2               | 7,81 / −0,7               | nicht im Finale der besten acht Springer | nicht im Finale der besten acht Springer | nicht im Finale der besten acht Springer |
| 12    | Henry Frayne        | Australien          | 7,80         | x                         | 7,80 / +0,2               | x                         | nicht im Finale der besten acht Springer | nicht im Finale der besten acht Springer | nicht im Finale der besten acht Springer |

Dieser Weitsprungwettbewerb hatte kein besonders hohes Niveau. Schon in der Qualifikation gab es nur zwei Athleten, die es schafften, die mit 8,15 m angesetzte Weite für das direkte Erreichen des Finales zu übertreffen. Im ersten Durchgang des Finales am darauffolgenden Tag war kein einziger 8-Meter-Sprung zu verzeichnen.
In Runde zwei des Finales kam dann Bewegung in die Konkurrenz. Zunächst gelang dem US-Amerikaner Steffin McCarter mit seinen 8,04 m ein Versuch jenseits von acht Metern. Der Grieche Miltiadis Tendoglou übernahm anschließend mit 8,30 m die Führung. Marquis Dendy, ein weiterer US-Amerikaner (8,02 m), der Kubaner Maykel Massó (8,15 m) und der Schweizer Simon Ehammer (8,16 m) sprangen ebenfalls weiter als acht Meter. Simon Ehammer (am Ende mit Bronze belohnt), Maykel Massó (in der Endwertung auf Rang vier), Steffin McCarter (Fünfter) und Marquis Dendy (Platz sechs) hatten damit bereits ihre Bestweiten erzielt.
Nur noch dem Chinesen Wang Jianan gelang im weiteren Verlauf ein Sprung, der über der 8-Meter-Marke lag. In den Durchgängen drei und fünf erzielte er jeweils 8,03 m. Mit seinem fünften Versuch verbesserte sich Tendoglou noch um zwei Zentimeter auf 8,32 m und führte damit den Wettbewerb vor der abschließenden Runde sechs deutlich an. Doch hier steigerte sich Wang Jianan, der 2015 WM-Bronze gewonnen hatte, auf 8,36 m und wurde damit Weltmeister. Für Miltiadis Tendoglou blieb – um vier Zentimeter geschlagen – die Silbermedaille.

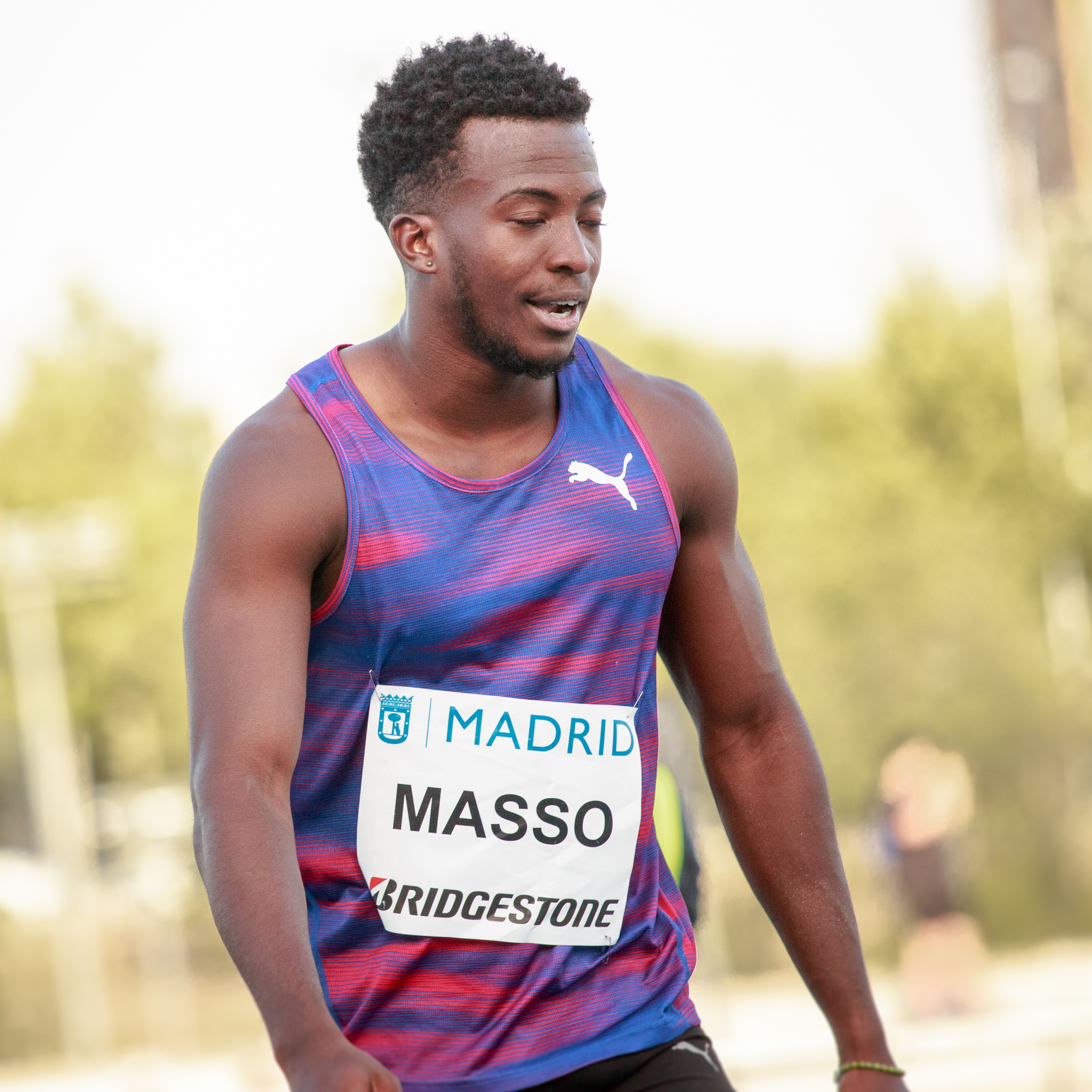
Der viertplatzierte Maykel Massó
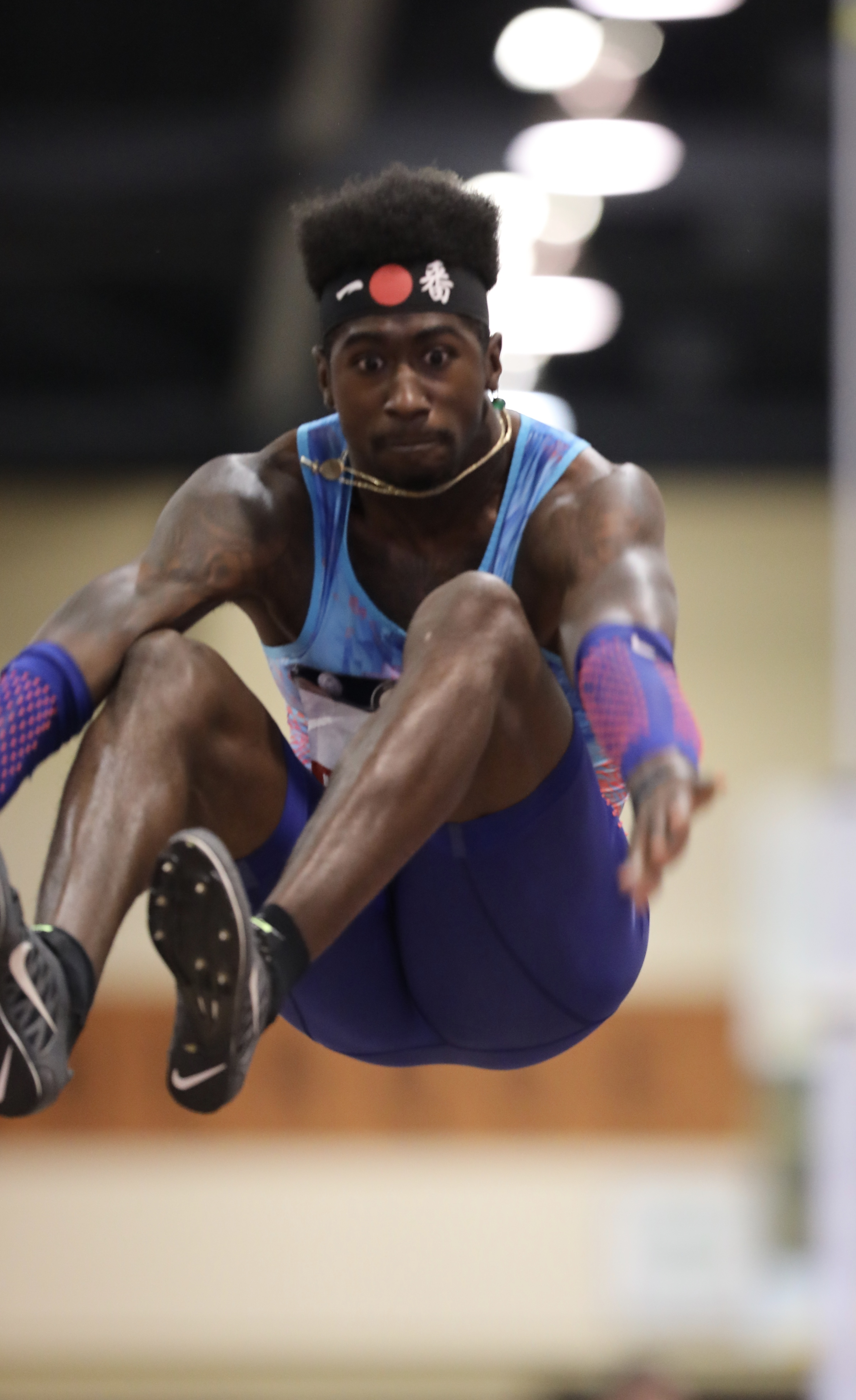
Marquis Dendy belegte Rang sechs

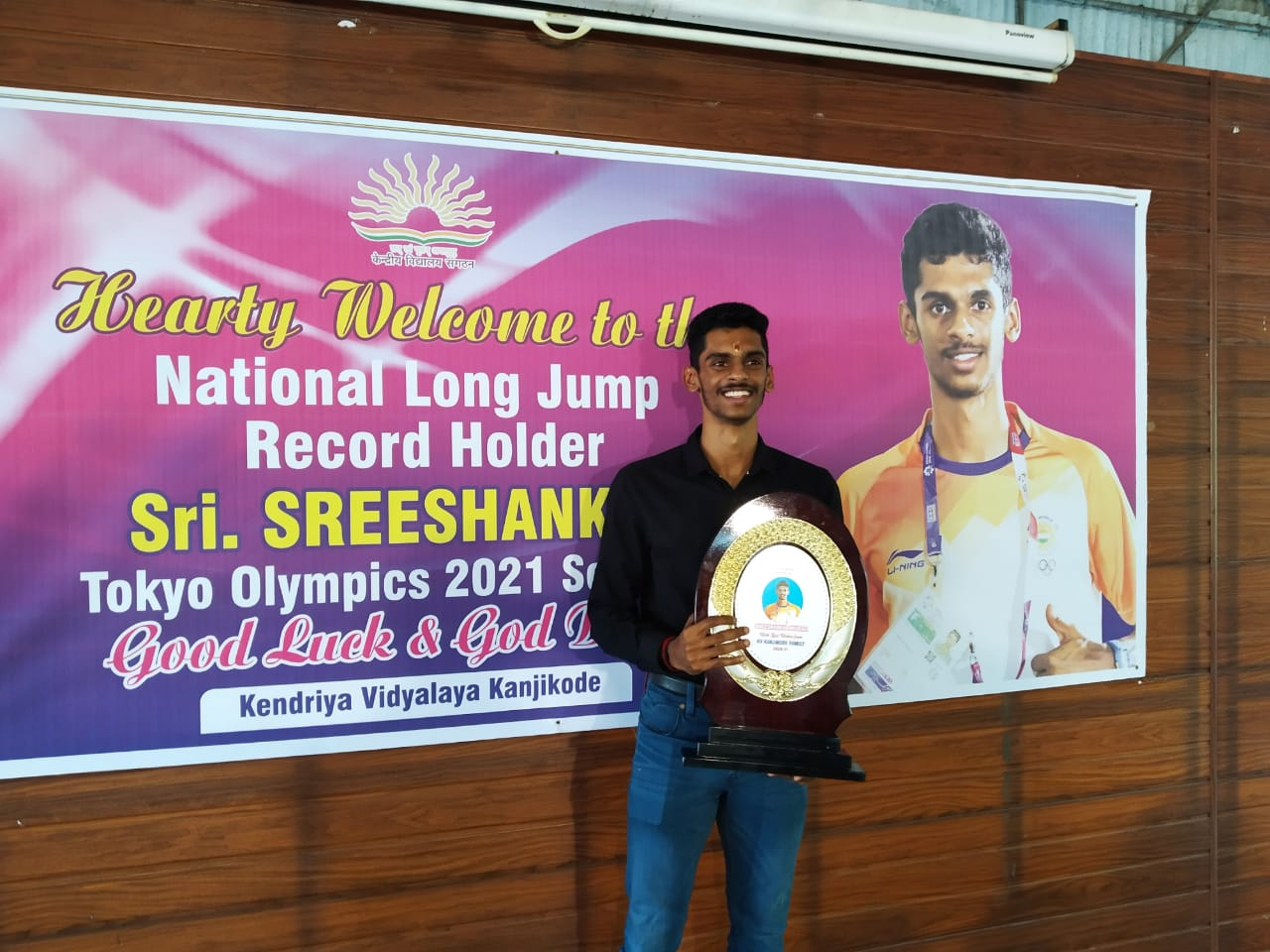
Murali Sreeshankar erreichte Platz sieben
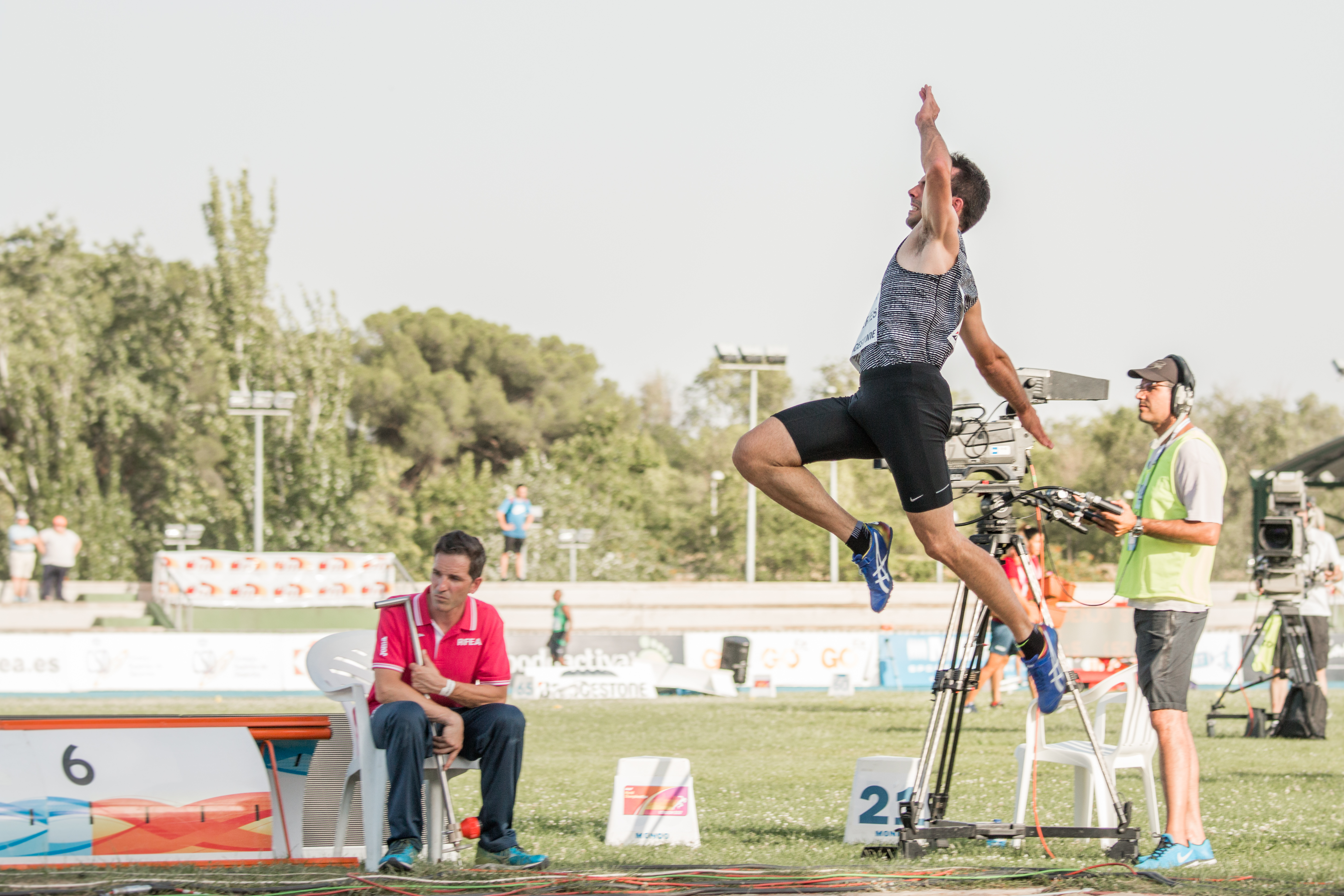
Rang acht für Eusebio Cáceres
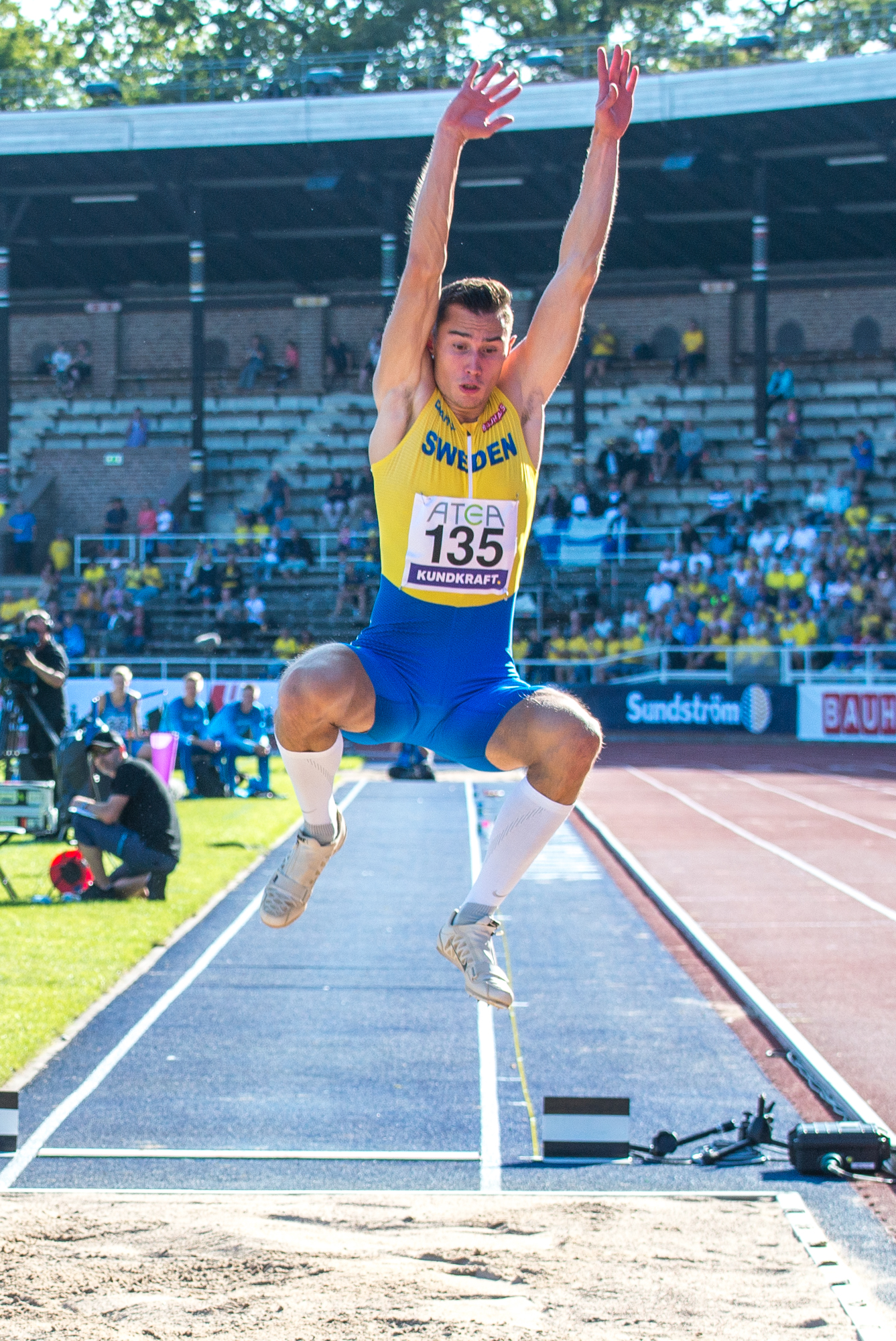
Thobias Montler kam auf den elften Platz

## Video
- Wang wins long jump in final round, youtube.com, abgerufen am 12. August 2022